# 아카데미 조감독상
아카데미 조감독상(Academy Award for Best Assistant Director)은 아카데미상의 폐지된 부문 중 하나로, 1933년부터 1937년까지 행해졌다.